# Roline Repelaer van Driel
Roline Repelaer van Driel, nizozemska veslačica, * 28. julij 1984, Amsterdam.
van Drielova je začela veslati v študentskem veslaškem klubu U.S.R. "Triton" v Utrechtu.
Leta 2006 je v četvercu nastopila na Svetovnem prvenstvu v Etonu, kjer so nizozemke osvojile peto mesto. Leto kasneje je na svetovnem prvenstvu v Münchnu nastopila v osmercu, ki je osvojil sedmo mesto. Istega leta je nizozemski osmerec osvojil eno zlato medaljo v svetovnem pokalu, in sicer na regati v domačem Amsterdamu. V tej sezoni je posadka v svetovnem pokalu osvojila še bron v Lucernu in Linzu.
Na Olimpijskih igrah je nastopila leta 2008, ko se je nizozemski osmerec v postavi Roline Repelaer van Driel, Femke Dekker, Annemiek de Haan, Nienke Kingma, Annemarieke van Rumpt, Sarah Siegelaar, Marlies Smulders, Helen Tanger in krmarka Ester Workel uvrstil v finale in tam osvojil srebro.